# 砲塔

一個動畫顯示原理的一個砲塔。

砲塔（Gun turret），是一固定於船艦、坦克、航空器或地面建築上的彈丸射擊武器裝置，主要由裝甲炮塔殼、炮塔環（內含旋轉制動機構）、火炮和火炮俯仰機構等組成。炮塔上通常會包覆上裝甲，用以保護操作人員。

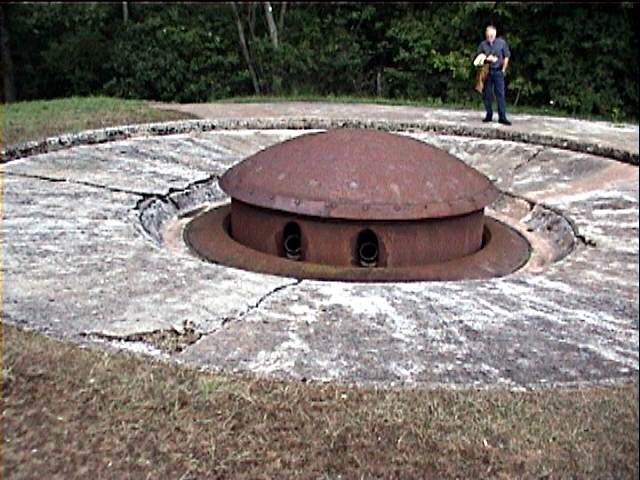
馬其諾防線中的升降式砲塔，未使用時可降下提高存活性。

## 軍艦
軍艦中的砲塔是構成艦體重量的一個主要部份。其結構巨大，可以貫通甲板向下伸展。二戰的戰列艦上就安裝有過千噸的炮塔。
19世紀晚期，鐵甲艦和前無畏艦上的主炮炮塔大多都被限制在特定的迴旋角度，以向左或向右射擊。
一戰時的無畏艦的艦砲改為安裝在艦體中心線上，已經能夠大角度迴旋（背負式砲塔）。繼而，二戰前開始在超級無畏艦和戰列巡洋艦上出現配備雙聯裝或三聯裝大口徑艦炮的炮塔。同時，基於火炮口徑增加，炮彈重量亦大幅上升的情況下，自動裝彈機應運而生。炮塔的發展至此達到巔峰。
二戰以後，艦炮的主戰武器角色逐漸被飛機和導彈所取代。現代軍艦上的艦炮主要是用以防禦導彈和支援登陸等，所以砲塔會做得較小、裝甲較為強化。

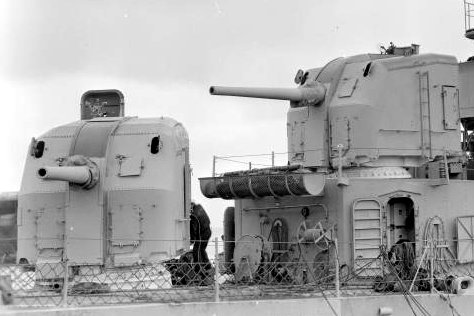
弗萊徹級驅逐艦的5吋砲主砲塔

## 坦克
現代的坦克炮都有裝甲來保護人員和砲塔，另外有機槍裝備。其他的裝甲戰鬥車輛則是以機槍裝備，砲塔裝甲也做得較薄。在二次大戰末期納粹德國亦有把坦克的砲塔拆下來，放在水泥或是鋼板做的箱子上，再把箱子埋入土裡，砲塔露出來，成為另類的防禦工事，對付當時負角度很差的蘇聯坦克有良好效果。

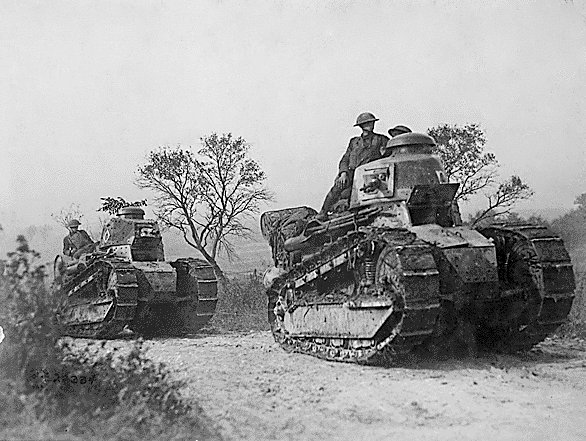
世界第一台裝設砲塔的坦克-雷諾FT-17坦克

## 航空器
在比較大型的軍機例如轟炸機上，也使用可旋轉式砲塔裝設小口徑機槍或機砲以自衛。早期的這種砲塔是有人操控的，後來逐漸發展成遙控砲塔。由於和戰鬥機的戰鬥無法取得優勢，後來的轟炸機設計逐漸著重性能（高度和速度）而廢棄砲塔設計。

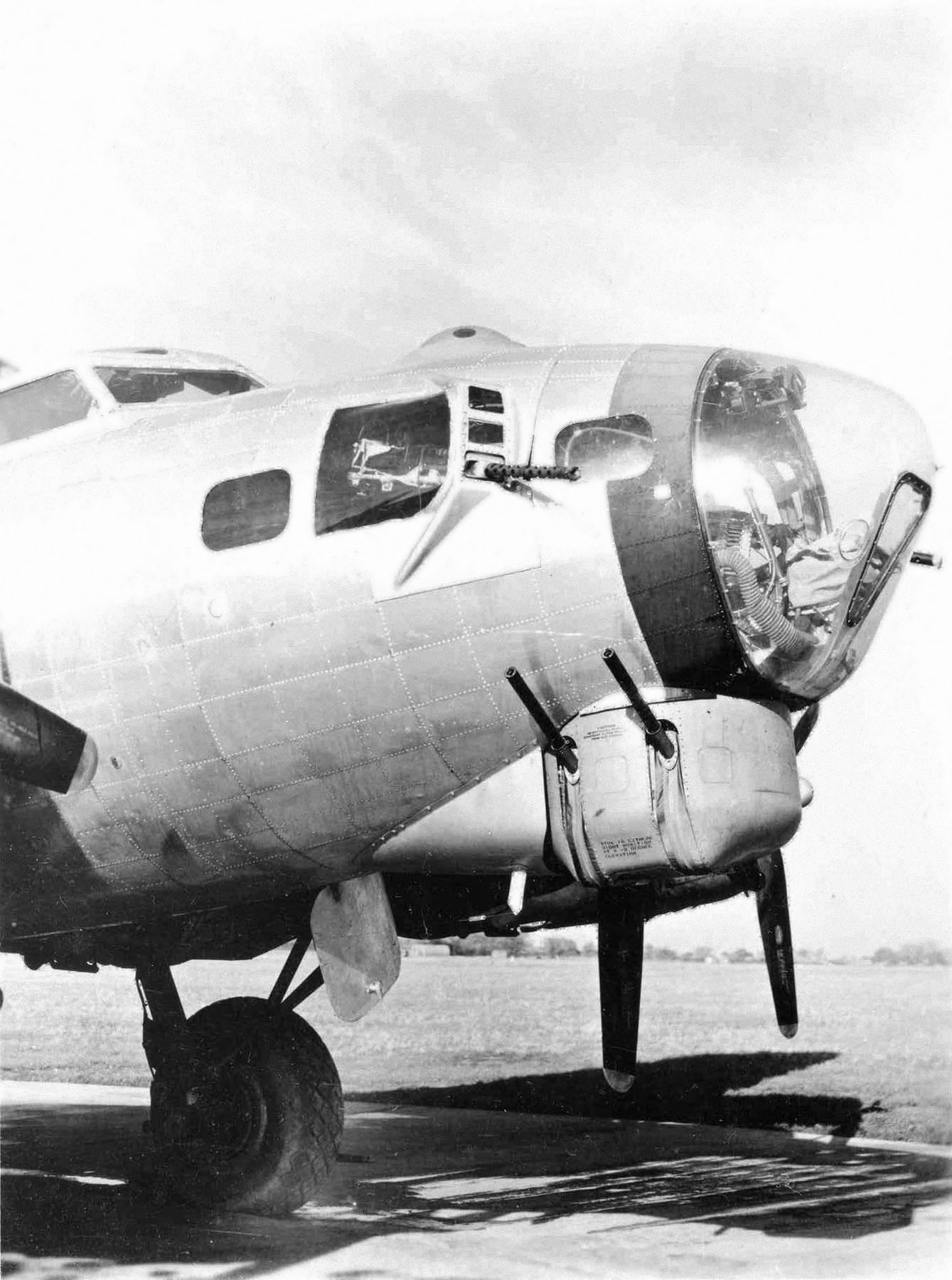
B-17轟炸機的機鼻遙控砲塔